# Mutunópolis
Mutunópolis là một đô thị thuộc bang Goiás, Brasil. Đô thị này có diện tích 869,033 km², dân số năm 2007 là 4088 người, mật độ 4,5 người/km².